# Tratna pri Grobelnem
Tratna pri Grobelnem – wieś w Słowenii, w gminie Šentjur. W 2018 roku liczyła 275 mieszkańców.